# Кошаново (Західнопоморське воєводство)
Кошаново (пол. Koszanowo) — село в Польщі, у гміні Бжежно Свідвинського повіту Західнопоморського воєводства.
Населення — 171 особа (2011).

## Демографія
Демографічна структура станом на 31 березня 2011 року:
|          | Загалом | Допрацездатний вік | Працездатний вік | Постпрацездатний вік |
| -------- | ------- | ------------------ | ---------------- | -------------------- |
| Чоловіки | 76      | 12                 | 59               | 5                    |
| Жінки    | 95      | 25                 | 50               | 20                   |
| Разом    | 171     | 37                 | 109              | 25                   |